# Nihoa itakara
Nihoa itakara là một loài nhện trong họ Barychelidae. Loài này phân bố ờ New Guinea.